# William Watson (sinológus)
William Watson (Derby, 1917. december 9. – 2007. március 15.) brit történész, sinológus.

## Élete, munkássága
Az angliai születésű Watson Brazíliában töltötte gyerekkora egy részét, ahol az apja dolgozott. A család 1925-ben költözött vissza Angliába. 1936-ban a cambridge-i Gonville and Caius College kezdte meg egyetemi tanulmányait. 1939-ben önként jelentkezett a hadseregbe. 1940-ben feleségül vette Kay Armfieldet, egy egyetemi iskolatársát. A második világháborút követően a British Museumban helyezkedett el, a keleti gyűjteményben dolgozott. 1954-ben egy évet töltött Japánban, ahol a klasszikus japán festészetet és szobrászatot tanulmányozta. Kínában is járt tanulmányúton, majd az 1960-as évek végén az 1970-es évek elején több régészeti feltárást vezetett Thaiföldön és Délnyugat-Kínában. 1966-ban professzornak nevezték ki a School of Oriental and African Studies-on, 1972-ben pedig a Brit Tudományos Akadémia is tagjai közé választotta. Több nagyszabású japán és kínai tárgyú kiállítás vezető szervezője volt.

## Főbb művei
- Sculpture of Japan from the fifth to the fifteenth century. London: The Studio, 1959
- Early Civilization in China (Library of Early Civilizations), Thames & Hudson, 1966 ISBN 0-500-29005-9
- Flint Implements: an account of Stone Age techniques and cultures, (Gale Sievekinggel) London: British Museum, 1968 ISBN 0-7141-1306-9
- Style in the Arts of China, 1974, Penguin, 1974 ISBN 0140218637
- Early South East Asia: essays in archaeology, history, and historical geography. (szerk. R. B. Smith-szel) Oxford University Press, 1979
- The Arts of China to A. D. 900. Yale University Press Pelican History of Art Series. Vol 1 (of 3). New Haven: Yale University Press, 1995 ISBN 0-300-08284-3, 2000
- The Arts of China 900–1620. Yale University Press Pelican History of Art Series. Vol 2 (of 3) ISBN 0-300-07393-3, 2003
- The Arts of China, 1600–1900. (Chuimei Hoval) Yale University Press Pelican History of Art Series. Vol 3 (of 3), 2007 ISBN 0-300-10735-8, 2007